# Michael Rennie
Michael Rennie (Bradford, Inglaterra, 25 de agosto de 1909-Harrogate, Inglaterra, 10 de junio de 1971) fue un actor teatral, cinematográfico y televisivo británico, conocido principalmente por su papel protagonista del visitante espacial Klaatu en el clásico de ciencia ficción de 1951 The Day the Earth Stood Still.

## Inicios
Su verdadero nombre era Eric Alexander Rennie, y nació en Idle, una población cercana a Bradford, Inglaterra, y más adelante suburbio de la misma. 
Estudió en la The Leys School de Cambridge, intentando en sus inicios trabajar en diversas profesiones, incluyendo la venta de automóviles y la dirección de una fábrica propiedad de su tío. Sin embargo, en 1934, cuando cumplía 26 años, decidió hacerse actor, cambiando su nombre por el artístico por el que sería conocido, teniendo lugar su debut en la gran pantalla en una papel sin créditos en la película de Alfred Hitchcock Secret Agent (Agente secreto).
A finales de los años treinta, Rennie fue ganando experiencia como actor mientras hacía giras teatrales de provincias con repertorios británicos. A los 28 años de edad pasó una prueba de pantalla para un estudio cinematográfico británico, test archivada con el nombre de "Marguerite Allan and Michael Rennie Screen Test". Entre 1936 y 1940 hizo otros pequeños papeles en diez filmes adicionales, el último de los cuales, Pimpernel Smith se estrenó en julio de 1941 cuando Rennie ya estaba sirviendo a la Royal Air Force durante la Segunda Guerra Mundial.

## Segunda Guerra Mundial
Poco después de iniciarse la guerra, Rennie empezó a recibir ofertas para hacer papeles de mayor importancia, empezando por su primer trabajo con créditos en el filme de propaganda bélica The Big Blockade, estrenado en marzo de 1940 e interpretado por Michael Redgrave. Seis películas más adelante, Michael Rennie consiguió su primer papel protagonista, en el drama de suspense Tower of Terror, con Wilfrid Lawson y Movita.
Michael Rennie se alistó a la Reserva Voluntaria de la RAF el 27 de mayo de 1941 (No 1391153). El 5 de agosto de 1942 fue comisionado como oficial piloto (No 127347), y el 5 de febrero de 1943 promovido a Flying Officer en pruebas. Rennie recibió su entrenamiento básico cerca de Torquay, en Devon, tras lo cual  fue llevado a los Estados Unidos, donde sirvió en Macon, Georgia, supuestamente como instructor de vuelo.

## Estrella del cine británico (1945–1950)
Al final de la guerra, empezaba a destacar gracias a sus actuaciones en dos películas de la estrella británica más popular de la época, Margaret Lockwood: el musical I'll Be Your Sweetheart y, sobre todo, The Wicked Lady, película que fue la más taquillera del año. También tuvo una escena destacada en la producción de Gabriel Pascal César y Cleopatra, protagonizada por Vivien Leigh y Claude Rains, basada en la obra teatral de George Bernard Shaw César y Cleopatra. 
A estos trabajos siguieron segundos y primeros papeles en otros siete filmes británicos producidos entre 1946 y 1949, entre ellos Trio, producción en la que actuó en el segmento "Sanatorium," basado en un relato de William Somerset Maugham, y en el cual participaba también Jean Simmons. 
Jean Simmons sería, de hecho, la más frecuente coprotagonista de Michael Rennie. Aunque no compartían escenas, Caesar and Cleopatra fue el primero de sus cuatro filmes juntos. Los otros fueron La túnica sagrada (1953) y su secuela, Demetrius and the Gladiators (1954), y Désirée (1954). En esta última trabajaban Marlon Brando y Merle Oberon. 

## Estrellato en Hollywood (1951–1952)
Michael Rennie, junto con Jean Simmons y James Mason, fue uno de los varios actores británicos a los que Darryl F. Zanuck, director de 20th Century-Fox, les ofreció contrato en 1949-1950. El primer film bajo dicho contrato fue The Black Rose, título de aventuras medievales protagonizado por Tyrone Power, actor que haría una gran amistad con Rennie. En la película también actuaban Orson Welles, Cecile Aubry y Jack Hawkins. 
Sus siguientes títulos con Fox fueron The 13th Letter, dirigido por Otto Preminger, y The Day the Earth Stood Still. Éste fue el primer film de ciencia ficción de clase  "A" realizado tras la guerra. Un aspecto único de la película es la participación en la misma de cuatro importantes presentadores y comentaristas de la época: Elmer Davis, H. V. Kaltenborn, Drew Pearson y Gabriel Heatter. La historia se dramatizó en 1954 para el programa radiofónico Lux Radio Theatre, con Rennie y Billy Gray recreando sus papeles, y con Jean Peters interpretando el diálogo del personaje de Patricia Neal.
Gracias a las buenas críticas y a la buena recaudación, Fox se convenció de que tenía a un potencial primer artista masculino bajo contrato, por lo cual el estudio decidió producir una versión de Los Miserables interpretada por Rennie. El filme, estrenado el 14 de agosto de 1952, fue dirigido por Lewis Milestone. La interpretación de Rennie no fue recibida con entusiasmo por la crítica y, finalmente, la película no tuvo grandes beneficios, lo cual impidió promover al actor como futura estrella. Sin embargo, inició una buena carrera como principal actor de reparto, como ocurrió en Sailor of the King. Gracias a la buena acogida de sus dos actuaciones como el Apóstol Pedro, Fox le dio el papel de Fray Junípero Serra en la película estrenada en septiembre de 1955 Seven Cities of Gold, con Richard Egan y Anthony Quinn.

## Años posteriores a 20th Century-Fox
En 1953 Michael Rennie protagonizó Dangerous Crossing bajo contrato con 20th Century Fox. Fue dirigida por Joseph M. Newman, y en el filme Michael Rennie actuaba con Jeanne Crain. Su siguiente film fue el último que rodó bajo el contrato con 20th Century-Fox, The Rains of Ranchipur, estrenado en 1955, y en el cual actuaban Lana Turner, Richard Burton, Fred MacMurray y Joan Caulfield.
Trabajando ya por cuenta propia, Rennie actuó en otros seis largometrajes entre 1956 y 1960, tres de ellos producidos o estrenados por Fox. Uno de ellos fue el filme de aventuras dirigido por Irwin Allen en 1960 The Lost World, y con la actuación de Claude Rains, David Hedison, Fernando Lamas, Jill St. John y Richard Haydn.

## La serieThe Third Many la televisión
En 1959 Rennie llegó a ser un rostro familiar en la televisión porque asumió el papel de Harry Lime en The Third Man, una serie televisiva británico-estadounidense libremente basada en el personaje interpretado por Orson Welles en el filme El tercer hombre. En la década de 1960 prosiguió su carrera televisiva como artista invitado en el primer capítulo de la serie de culto El túnel del tiempo interpretando al capitán Edward John Smith, y también apareció en series como The Barbara Stanwyck Show, Ruta 66, Alfred Hitchcock Presents, Perry Mason (uno de los cuatro actores que sustituyeron por motivos de salud a Raymond Burr en cuatro episodios consecutivos), Wagon Train, The Great Adventure, Perdidos en el espacio (en un capítulo en dos partes en el cual trabajó con su compañero de Third Man Jonathan Harris), en Batman, tres episodios de Los invasores, una entrega de I Spy ("Lana"), y dos de The F.B.I.

## Broadway
En los inicios de la década de 1960 Michael Rennie hizo su única actuación teatral en Broadway en la obra Mary, Mary, escrita por Jean Kerr y dirigida por Joseph Anthony. Se estrenó en el Teatro Helen Hayes el 8 de marzo de 1961, y se representó en 1.572 ocasiones hasta el 12 de diciembre de 1964. Rennie actuó algo menos de cinco meses, siendo reemplazado por Michael Wilding en julio de 1961. 
Cuando Warner Bros. rodó la adaptación cinematográfica de la obra en 1963, contó con Rennie, Barry Nelson y Hiram Sherman como únicos actores de la versión teatral. A ellos se  sumaron Debbie Reynolds y Diane McBain. La película fue dirigida por Mervyn LeRoy y estrenada en el Radio City Music Hall el 25 de octubre de 1963. 

## Vida personal
Rennie se casó dos veces: la primera con Joan England (1938–1945), y la segunda con la actriz Margaret (Maggie) McGrath (1947–1960). Su hijo, David Rennie, es juez en Lewes, Sussex del Este, Inglaterra. Ambos matrimonios acabaron en divorcio.
Parece ser que tuvo otro hijo, John Marshall, con su amiga Renée Gilbert (Taylor, como apellido de casada). La base de datos del British Film Institute afirma que tuvo un hijo, John M. Taylor, que era "un productor." John Marshall Rennie habría utilizado el seudónimo "Taylor" a lo largo de su carrera para evitar acusaciones de nepotismo. 
Además de las anteriores, Michael Rennie tuvo también una breve relación sentimental con la exesposa del director Otto Preminger, llegando a rumorearse que Preminger influyó en la pérdida del estrellato del actor.

## Últimos años
Tras participar en dos filmes en 1968, The Power y The Devil's Brigade, así como en dos episodios de la serie de la ABC The F.B.I., Michael Rennie se trasladó de Los Ángeles a Suiza a finales de ese año. Sus últimas siete películas las rodó en el Reino Unido, Italia, España y, en el caso de The Surabaya Conspiracy, en Filipinas. Menos de tres años después de dejar Hollywood, viajó a la casa de su madre en Harrogate, Yorkshire, tras haber fallecido su hermano. Allí murió de manera súbita a causa de un ataque cardiaco, ocurrido como complicación de un enfisema. Tenía sesenta y un años de edad. Fue incinerado, y sus cenizas se guardan en el Cementerio Harlow de Harrogate.

## Filmografía parcial
- Turned Out Nice Again (1941)
- The Wicked Lady (La mujer bandido) (1945)
- César y Cleopatra (1945)
- Miss Pilgrim's Progress (1950)
- Trio (El torbellino de la vida) (1950)
- The Black Rose (La rosa negra) (1950)
- The 13th Letter (Cartas envenenadas) (1951)
- The Day the Earth Stood Still (1951) – como Klaatu
- The House in the Square (1951)
- Five Fingers (1952)
- Phone Call from a Stranger (Llama un desconocido) (1952)
- Los Miserables (1952) – como Jean Valjean
- Sailor of the King (1953)
- King of the Khyber Rifles (El capitán King) (1953)
- La túnica sagrada (1953) – como San Pedro
- Demetrius and the Gladiators (1954)
- Désirée (1954)
- Soldier of Fortune (Cita en Hong-Kong) (1955)
- Seven Cities of Gold (1955)
- The Rains of Ranchipur (Las lluvias de Ranchipur) (1955)
- Teenage Rebel (1956)
- Island in the Sun (Una isla al sol) (1957)
- Omar Khayyam (1957)
- Battle of the V-1  (1958)
- Third Man on the Mountain (1959)
- The Lost World (El mundo perdido) (1960)
- Cyborg 2087 (1966)
- Hotel (1967)
- The Power (1968) – como Arthur Nordlund
- The Devil's Brigade (1968) – como General Mark Wayne Clark
- Los monstruos del terror (España, 1970)